# Sai Bhosale
Sai Bhosale (de soltera, Sai Nimbalkar; c. 1633 - 5 de septiembre de 1659) fue la primera esposa y esposa principal del Chhatrapati Shivaji Maharaj, fundador del Imperio maratha. Era la madre del sucesor de su marido y segundo Chhatrapati, Sambhaji.

## Familia
Saibai era miembro de la prominente familia Nimbalkar cuyos miembros eran los gobernantes de Phaltan durante la dinastía Pawar y sirvieron a los sultanatos de Deccan y al Imperio mogol. Era hija del decimoquinto rajá de Phaltan, Mudhojirao Naik Nimbalkar y hermana del decimosexto rajá, Bajaji Rao Naik Nimbalkar. La madre de Saibai, Reubai, era de la familia Shirke.

## Matrimonio
Saibai y Shivaji se casaron cuando todavía estaban en la niñez el 16 de mayo de 1640 en Lal Mahal, Pune. El matrimonio fue arreglado por la madre de Shivaji, Jijabai, pero evidentemente no asistieron el padre de Shivaji, Shahaji ni sus hermanos, Sambhaji y Ekoji. Por lo tanto, Shahaji pronto convocó a su nueva nuera, Shivaji y a su madre, Jijabai, a Bangalore, donde vivía con su segunda esposa, Tukabai.
Saibai y Shivaji compartieron una relación cercana el uno con el otro. Se dice que fue una mujer sabia y una consorte leal a Shivaji. Según todos los informes, Saibai era una mujer hermosa, bondadosa y cariñosa. Se la describe como una «persona amable y desinteresada».
Sin embargo, todas sus entrañables cualidades personales contrastaban agudamente con la segunda esposa de Shivaji, Soyarabai, que era una dama intrigante. Sin embargo, no hay ningún registro de fricción o diferencias mutuas entre Saibai y las otras esposas de Shivaji. Mientras Saibai estaba viva, ella era un activo para Shivaji, no solo con respecto a los asuntos de estado, sino también con respecto a los asuntos del hogar. También tuvo una influencia significativa sobre su esposo y la familia real. Según informes, Saibai actuó como asesora de Shivaji cuando fue invitado por Mohammed Adil Shah, rey de Bijapur, a una entrevista personal. Durante la vida de Saibai, en toda la casa de Shivaji había un ambiente homogéneo a pesar del hecho de que la mayoría de sus matrimonios se realizaban debido a consideraciones políticas.
Después de la muerte prematura de Saibai en 1659, seguida de la muerte de Jijabai en 1674, la vida privada de Shivaji se nubló de ansiedad e infelicidad. Aunque Soyarabai había ganado prominencia en la casa real después de su muerte, no era una consorte afectuosa como Saibai, a quien Shivaji había amado profundamente. Soyarabai estaba constantemente trabajando a favor de la sucesión de su propio hijo Rajaram al trono a pesar del hecho de que el hijo de Saibai, Sambhaji, era el mayor y, por lo tanto, el heredero de su padre. Las intrigas políticas de Soyarabai causaron aún más dificultades domésticas en la vida de Shivaji.
Saibai siguió siendo la favorita de Shivaji hasta que murió y una gran fuente de inspiración para él; la leyenda dice que «Sai» fue la última palabra que pronunció en su lecho de muerte.

## Descendencia
Durante el curso de sus diecinueve años de matrimonio, Saibai y Shivaji se convirtieron en padres de cuatro hijos: Sakavarbai, apodada "Sakhubai", Ranubai, Ambikabai y Sambhaji. Sakhubai estaba casada con su primo hermano Mahadji, el hijo del hermano de Saibai, Bajaji Rao Naik Nimbalkar. Este matrimonio tuvo lugar en 1657 con el objetivo de consolidar el regreso de Bajaji al hinduismo ya que se había convertido al islam por presión del virrey mogol Aurangzeb. Ranubai se casó dentro de la familia Jadhav. Ambikabai se casó con Harji Raje Mahadik en 1668. El cuarto vástago de Saibai fue su único hijo varón, Sambhaji, que nació en 1657 siendo el hijo mayor de Shivaji y, por lo tanto, su heredero aparente. El nacimiento de Sambhaji fue una gran alegría en la casa real por muchas diferentes razones.

## Muerte
Saibai murió en 1659 en el Fuerte de Rajgad mientras Shivaji estaba haciendo preparativos para su reunión con Afzal Khan en Pratapgad. Estaba enferma desde el momento en que dio a luz a Sambhaji y su enfermedad se agravó antes de su muerte. Sambhaji fue cuidado por su hombre de confianza Dhaarau. Sambhaji tenía dos años en el momento de la muerte de su madre y fue criado por su abuela paterna, Jijabai, lo que debe haber implicado largos períodos de separación entre Shivaji y su hijo, Sambhaji. El samadhi de Saibai está situado en el fuerte de Rajgad.

## En la cultura popular
- Literatura: Shivpatni Saibai, una biografía de la vida de Saibai escrita por el Dr. Sadashiv Shivade.
- Televisión: En el drama histórico de 2012 de TV Colors, Veer Shivaji, Saibai fue interpretada por la actriz Palak Jain cuando era adolescente y por Sonia Sharma como adulta.